# 1996 XV1
1996 XV1 är en asteroid i huvudbältet som upptäcktes den 2 december 1996 av den japanska astronomen Takao Kobayashi vid Ōizumi-observatoriet.
Asteroiden har en diameter på ungefär 4 kilometer och den tillhör asteroidgruppen Vesta.